# Way Urang
Way Urang is een bestuurslaag in het regentschap Lampung Selatan van de provincie Lampung, Indonesië. Way Urang telt 13.792 inwoners (volkstelling 2010).